# Порфирије Тирски
Порфирије Тирски (грч. Πορφύριος; око 233 — 309) је био феничански новоплатонски филозоф позне антике и Плотинов ученик.

## Биографија
Порфирије рођен је око 233. године у граду Тиру (данашњи Либан). Изучавао је филозофију у Атини, а био је добро упознат и са хришћанством. Могуће да је хришћанство проучавао у Цезареји, граду недалеко његовог родног Тира, где је Ориген водио школу након изгнанства из Александрије.
Отприлике у 30. години живота је дошао у Рим и прикључио се Плотиновој филозофској школи, коју је похађао наредних пет година. Године 268. отишао је на Сицилију, како би се опоравио од нападаја суицидалне депресије, послушавши Плотинов савет. Где је провео другу половину живота, остаје непознато, а нагађа се да је наставио водити неоплатонску школу у Риму, након Плотинове смрти.
Збирку Плотинових радова, коју је насловио Енеаде, систематизовао је и уредио поткрај живота, 301. године, придодавши као увод Плотинову биографију.

## Дела
Писао је о темама из различитих подручја филозофије, религије и науке, међутим само је мали део његовог опуса очуван.
- Исагоге, коментар Аристотелових Категорија. Ово дело је имало знатног утицаја на средњовековну сколастику.
- О прозодији, дело везано за музику
- О хармонији, дело о музици и астрономији
- Увод у Птолемејеву астрономију, дело о астрологији и астрономији.
- Против хришћана, уперено против његових савременика, „незналица и превараната“
- Полазне тачке према подручју ума
- Плотинова и Питагорина биографија

## Учење
Порфирије се углавном сматра важним настављачем Плотиновог учења и заступником хеленистичког неоплатонизма, пре неголи оригиналним мислиоцем.
За разлику од Плотина, који је одбацивао стару грчку религију, једнако као и хришћанство, Порфирије је настојао одржати пагански поглед на човекову улогу у космосу. Ово је Порфирију дало основа за веру у астрологију, доктрину по којој звезде и планете утичу на човека и његов живот. Знање о деловању небеских тела на човека стога је нужно за стицање виших нивоа врлине. Порфирије је веровао како душа прима одређене моћи од сваке планете, што јој омогућују знање како о небеским, тако и о земаљским стварима.